# Prost AP04
O Prost AP04 é o modelo da Prost da temporada de 2001 da Fórmula 1. O carro foi conduzido na temporada por Jean Alesi, Gastón Mazzacane, Luciano Burti, Heinz-Harald Frentzen e Tomáš Enge. 

## Resultados
Informação: Stats F1 
| Ano  | Chassi | Motor        | Pneus | N° | Pilotos               | 1   | 2   | 3   | 4   | 5   | 6   | 7   | 8   | 9   | 10  | 11  | 12  | 13  | 14  | 15  | 16  | 17  | Pontos | Posição |  |
| ---- | ------ | ------------ | ----- | -- | --------------------- | --- | --- | --- | --- | --- | --- | --- | --- | --- | --- | --- | --- | --- | --- | --- | --- | --- | ------ | ------- |  |
|      |        |              |       |    |                       | AUS | MAL | BRA | SMR | ESP | AUT | MON | CAN | EUR | FRA | GBR | GER | HUN | BEL | ITA | USA | JAP |        |         |  |
| 2001 | AP04   | Acer 01A V10 | M     | 22 | Jean Alesi            | 9   | 9   | 8   | 9   | 10  | 10  | 6   | 5   | 15† | 12  | 11  | 6   |     |     |     |     |     | 4      | 9º      |  |
| 2001 | AP04   | Acer 01A V10 | M     | 22 | Heinz-Harald Frentzen |     |     |     |     |     |     |     |     |     |     |     |     | Ret | 9   | Ret | 10  | 12  | 4      | 9º      |  |
| 2001 | AP04   | Acer 01A V10 | M     | 23 | Gastón Mazzacane      | Ret | 12  | Ret | Ret |     |     |     |     |     |     |     |     |     |     |     |     |     | 4      | 9º      |  |
| 2001 | AP04   | Acer 01A V10 | M     | 23 | Luciano Burti         |     |     |     |     | 11  | 11  | Ret | 8   | 12  | 10  | Ret | Ret | Ret | Ret |     |     |     | 4      | 9º      |  |
| 2001 | AP04   | Acer 01A V10 | M     | 23 | Tomáš Enge            |     |     |     |     |     |     |     |     |     |     |     |     |     |     | 12  | 14  | Ret | 4      | 9º      |  |

† Completou mais de 90% da distância da corrida.